# Sogliano al Rubicone
Sogliano al Rubicone – miejscowość i gmina we Włoszech, w regionie Emilia-Romania, w prowincji Forlì-Cesena.
Według danych na rok 2004 gminę zamieszkiwały 2872 osoby, 30,9 os./km².

## Miasta partnerskie
- Meziboří
- Sayda